# أوسكار فاسكيز
أوسكار فاسكيز (بالإسبانية: Óscar Mauricio Vásquez Ochoa)‏ هو مجدف تشيلي، ولد في 15 نوفمبر 1986 في فالديفيا في تشيلي.

## وصلات خارجية
- أوسكار فاسكيز على موقع الاتحاد الدولي للتجديف (الإنجليزية)
- أوسكار فاسكيز على موقع أوليمبيديا (الإنجليزية)